# NGC 373
NGC 373 je galaksija u zviježđu Ribe.

## Vanjske poveznice
- SEDS: NGC 373